# Hrvatski nogometni kup 2005/06
Der Hrvatski nogometni kup 2005/06 war der 15. Wettbewerb um den kroatischen Fußballpokal nach der Loslösung des kroatischen Fußballverbandes aus dem jugoslawischen Fußballverband.
Der Titelverteidiger HNK Rijeka setzte sich in zwei Finalspielen gegen NK Varaždin aufgrund der Auswärtstorregel durch. Es war Rijekas zweiter Pokalsieg im unabhängigen Kroatien und der vierte insgesamt.

## Modus
Ab dem Viertelfinale einschließlich des Finales wurden jeweils Hin- und Rückspiele ausgetragen. Bei gleicher Anzahl an Toren aus beiden Spielen kam die Mannschaft weiter, die auswärts mehr Tore erzielt hatte. Herrschte auch hier Gleichstand, wurde ein Elfmeterschießen zur Ermittlung des Siegers ausgetragen.

## Teilnehmer
An der Vorrunde
- 21 Sieger des Bezirkspokals
- 11 Finalisten des Bezirkspokals aus den Fußballverbänden mit der größten Anzahl registrierter Fußballclubs

| Bezirk              | Sieger                | Finalist               |
| ------------------- | --------------------- | ---------------------- |
| Bjelovar-Bilogora   | NK Bjelovar           | NK Hajduk Hercegovac   |
| Brod-Posavina       | NK Oriolik            | NK Zadrugar Oprisavci  |
| Dubrovnik-Neretva   | NK Konavljanin Čilipi |                        |
| Istrien             | NK Istra Pula         | NK Jedinstvo Omladinac |
| Karlovac            | NK Ogulin             |                        |
| Koprivnica-Križevci | NK Koprivnica         | NK Kalinovac           |
| Krapina-Zagorje     | NK Zagorec Krapina    |                        |
| Lika-Senj           | NK Nehaj Senj         |                        |
| Međimurje           | Međimurje Čakovec     | NK Čakovec             |
| Osijek-Baranja      | NK Belišće            | NK Višnjevac           |
| Požega-Slawonien    | NK Slavonija Požega   |                        |

| Bezirk               | Sieger                    | Finalist                     |
| -------------------- | ------------------------- | ---------------------------- |
| Primorje-Gorski      | NK Naprijed Hreljin       |                              |
| Sisak-Moslavina      | HNŠK Moslavina Kutina     | HNK Segesta Sisak            |
| Split-Dalmatien      | NK Hrvace                 |                              |
| Šibenik-Knin         | NK Vodice                 |                              |
| Varaždin             | NK Podravina Ludbreg      | NK Mladost Sigetec Ludbreški |
| Virovitica-Podravina | NK Papuk Orahovica        |                              |
| Vukovar-Syrmien      | NK Vukovar ’91            | NK Graničar Županja          |
| Zadar                | NK Croatia Turanj         |                              |
| Stadt Zagreb         | NK ZET Zagreb             | NK Naftaš HAŠK Zagreb        |
| Zagreb               | NK Vinogradar Lokošin Dol | NK Samobor                   |

Am Sechzehntelfinale
- Die 16 punktbesten Vereine der Fünfjahres-Pokalwertung. (63 Punkte für den Pokalsieger, 31 für den unterlegenen Finalisten, 15 für die Halbfinalisten, 7 für die Viertelfinalisten, 3 für die Achtelfinalisten und 1 Punkt für die Sechzehntelfinalisten.)

| - 1. Dinamo Zagreb (223) - 2. Hajduk Split (171) - 3. NK Varteks Varaždin (91) - 4. NK Osijek (51) | - 5. NK Zagreb (47) - 6. NK Pula Staro Češko (39) - 7. NK Kamen Ingrad Velika (32) - 8. HNK Rijeka (31) | - 09. Cibalia Vinkovci (31) - 10. NK Pomorac Kostrena (23) - 11. NK Slaven Belupo (17) - 12. Inter Zaprešić (15) | - 13. NK Hrvatski dragovoljac (15) - 14. NK Zadar (13) - 15. HNK Šibenik (13) - 16. NK Naftaš Ivanić Grad (11) |

## Ergebnisse

### Vorrunde
Die Spiele fanden am 31. August 2005 statt.
|                              | Ergebnis              |                        |
| ---------------------------- | --------------------- | ---------------------- |
| NK Vukovar ’91               | 5:1                   | NK Papuk Orahovica     |
| NK Hajduk Hercegovac         | 1:3                   | NK ZET Zagreb          |
| NK Samobor                   | 1:0                   | NK Konavljanin         |
| HNŠK Moslavina Kutina        | 3:1                   | NK Istra Pula          |
| NK Graničar Županja          | 2:5                   | NK Zagorec Krapina     |
| NK Slavonija Požega          | 0:0 n. V. (4:3 i. E.) | NK Koprivnica          |
| NK Podravina Ludbreg         | 1:3                   | NK Jedinstvo Omladinac |
| NK Mladost Sigetec Ludbreški | 0:2                   | NK Belišće             |
| NK Ogulin                    | 13:00                 | NK Croatia Turanj      |
| NK Čakovec                   | 3:1                   | NK Nehaj Senj          |
| NK Vodice                    | 0:0 n. V. (5:4 i. E.) | NK Oriolik             |
| HAŠK Zagreb                  | 3:2                   | NK Zadrugar Oprisavci  |
| NK Višnjevac                 | 0:4                   | Međimurje Čakovec      |
| NK Hrvace                    | 5:0                   | NK Naprijed Hreljin    |
| NK Bjelovar                  | 2:3                   | HNK Segesta Sisak      |
| NK Vinogradar Lokošin Dol    | 7:1                   | NK Kalinovac           |

### Sechzehntelfinale
Die Spiele fanden am 21. September 2005 statt.
|                           | Ergebnis |                         |
| ------------------------- | -------- | ----------------------- |
| HAŠK Zagreb               | 0:8      | Dinamo Zagreb           |
| NK Hrvace                 | 0:3      | Hajduk Split            |
| NK Ogulin                 | 2:3      | NK Varteks Varaždin     |
| NK Jedinstvo Omladinac    | 0:2      | HNK Rijeka              |
| NK Vodice                 | 0:5      | NK Osijek               |
| NK ZET Zagreb             | 1:0      | NK Pula Staro Češko     |
| HNŠK Moslavina Kutina     | 1:0      | NK Zagreb               |
| NK Slavonija Požega       | 1:3      | NK Kamen Ingrad Velika  |
| NK Samobor                | 1:4      | Cibalia Vinkovci        |
| NK Vinogradar Lokošin Dol | 2:1      | NK Pomorac Kostrena     |
| NK Vukovar ’91            | 0:3      | NK Slaven Belupo        |
| NK Čakovec                | 0:4      | Inter Zaprešić          |
| Međimurje Čakovec         | 2:0      | NK Zadar                |
| NK Zagorec Krapina        | 0:3      | NK Hrvatski dragovoljac |
| HNK Segesta Sisak         | 1:0      | NK Belišće              |
| NK Naftaš Ivanić Grad     | 2:0      | HNK Šibenik             |

### Achtelfinale
Die Spiele fanden am 19. Oktober 2005 statt.
|                           | Ergebnis |                        |
| ------------------------- | -------- | ---------------------- |
| NK Naftaš Ivanić Grad     | 3:2      | Dinamo Zagreb          |
| HNK Segesta Sisak         | 1:2      | Hajduk Split           |
| NK Hrvatski dragovoljac   | 0:2      | NK Varteks Varaždin    |
| HNK Rijeka                | 3:1      | Međimurje Čakovec      |
| NK Osijek                 | 2:0      | Inter Zaprešić         |
| NK Slaven Belupo          | 5:0      | NK ZET Zagreb          |
| NK Vinogradar Lokošin Dol | 3:2      | HNŠK Moslavina Kutina  |
| Cibalia Vinkovci          | 1:3      | NK Kamen Ingrad Velika |

### Viertelfinale
Die Hinspiele fanden am 9. November 2005 statt, die Rückspiele am 15. November.
|                           | Gesamt |                        | Hinspiel | Rückspiel |
| ------------------------- | ------ | ---------------------- | -------- | --------- |
| NK Osijek                 | 2:3    | Hajduk Split           | 1:1      | 1:2       |
| NK Slaven Belupo          | 2:4    | NK Kamen Ingrad Velika | 1:0      | 1:4       |
| NK Varteks Varaždin       | 5:2    | NK Naftaš HAŠK Zagreb  | 4:1      | 1:1       |
| NK Vinogradar Lokošin Dol | 01:10  | HNK Rijeka             | 1:2      | 0:8       |

### Halbfinale
Die Hinspiele fanden am 29. März 2006 statt, die Rückspiele am 5. April 2006.
|                     | Gesamt |                        | Hinspiel | Rückspiel |
| ------------------- | ------ | ---------------------- | -------- | --------- |
| Hajduk Split        | 1:2    | HNK Rijeka             | 1:1      | 0:1       |
| NK Varteks Varaždin | 5:4    | NK Kamen Ingrad Velika | 3:3      | 2:1       |

### Finale

#### Hinspiel
| HNK Rijeka                                  | HNK Rijeka | NK Varteks Varaždin | NK Varteks Varaždin |
| ------------------------------------------- | --- | --- | ------------------- |
| HNK Rijeka                                  | \| 26. April 2006 in Rijeka (Stadion Kantrida) \| \| Ergebnis: 4:0 (2:0) \| \| Zuschauer: 8.000 \| \| Schiedsrichter: Draženko Kovačić \| | \| 26. April 2006 in Rijeka (Stadion Kantrida) \| \| Ergebnis: 4:0 (2:0) \| \| Zuschauer: 8.000 \| \| Schiedsrichter: Draženko Kovačić \|                                                                                             | NK Varteks Varaždin |
| HNK Rijeka                                  | Dragan Žilić – Dario Knežević, Peter Lérant, Daniel Šarić (83. Igor Tkalčević), Krunoslav Rendulić, Dragan Tadić (72. Fredi Bobic), Igor Novaković, Mario Prišć, Siniša Linić, Ahmad Sharbini (57. Goran Rubil), Davor Vugrinec Cheftrainer: Dragan Skočić | Miroslav Koprić – Nikola Pokrivač, Vladimir Vuk, Mario Lučić, Dario Jertec (61. Teo Kardum), Nikola Šafarić , Srebrenko Posavec, Nedim Halilović, Enes Novinić, Leon Benko (56. Milan Pavličić), Ivan Jolić Cheftrainer: Zlatko Dalić | NK Varteks Varaždin |
| HNK Rijeka                                  | 1:0 Davor Vugrinec (20.) 2:0 Siniša Linić (43.) 3:0 Davor Vugrinec (68.) 4:0 Fredi Bobic (81.) | | NK Varteks Varaždin |
| HNK Rijeka                                  | Krunoslav Rendulić (54.) | Dario Jertec (8.), Leon Benko (51.) | NK Varteks Varaždin |
| HNK Rijeka                                  | Nikola Šafarić (3.) | | NK Varteks Varaždin |
| 26. April 2006 in Rijeka (Stadion Kantrida) | | |                     |
| Ergebnis: 4:0 (2:0)                         | | |                     |
| Zuschauer: 8.000                            | | |                     |
| Schiedsrichter: Draženko Kovačić            | | |                     |

#### Rückspiel
| NK Varteks Varaždin                                | NK Varteks Varaždin | HNK Rijeka | HNK Rijeka |
| -------------------------------------------------- | --- | --- | ---------- |
| NK Varteks Varaždin                                | \| 3. Mai 2006 in Varaždin (Stadion Anđelko Herjavec) \| \| Ergebnis: 5:1 (1:0) \| \| Zuschauer: 7.000 \| \| Schiedsrichter: Alojzije Šupraha \| | \| 3. Mai 2006 in Varaždin (Stadion Anđelko Herjavec) \| \| Ergebnis: 5:1 (1:0) \| \| Zuschauer: 7.000 \| \| Schiedsrichter: Alojzije Šupraha \|                                                                                           | HNK Rijeka |
| NK Varteks Varaždin                                | Ivan Mance – Nikola Pokrivač, Vladimir Vuk (60. Ivan Jolić), Mario Lučić (79. Dominik Mohorović), Dario Jertec, Nikola Šafarić , Nikola Melnjak (66. Srebrenko Posavec), Nedim Halilović, Enes Novinić, Milan Pavličić, Leon Benko Cheftrainer: Zlatko Dalić | Dragan Žilić – Dario Knežević, Peter Lérant, Daniel Šarić , Krunoslav Rendulić, Igor Novaković, Mario Prišć, Dušan Kerkez (38. Dragan Tadić), Siniša Linić, Ahmad Sharbini (68. Igor Tkalčević), Davor Vugrinec Cheftrainer: Dragan Skočić | HNK Rijeka |
| NK Varteks Varaždin                                | 1:0 Mario Lučić (23.) 2:0 Leon Benko (54.) 3:1 Nikola Šafarić (84.) 4:1 Enes Novinić (90.) 5:1 Enes Novinić (90.+1') | 2:1 Davor Vugrinec (77.) | HNK Rijeka |
| NK Varteks Varaždin                                | Dario Jertec (22.), Enes Novinić (90.) | Dušan Kerkez (23.), Siniša Linić (56.) | HNK Rijeka |
| 3. Mai 2006 in Varaždin (Stadion Anđelko Herjavec) | | |            |
| Ergebnis: 5:1 (1:0)                                | | |            |
| Zuschauer: 7.000                                   | | |            |
| Schiedsrichter: Alojzije Šupraha                   | | |            |

## Torschützenliste
| Pl. | Name            | Mannschaft                | Tore |
| --- | --------------- | ------------------------- | ---- |
| 01. | Leon Benko      | NK Varteks Varaždin       | 9    |
| 02. | Siniša Linić    | HNK Rijeka                | 7    |
| 03. | Nikola Bucković | NK Vinogradar Lokošin Dol | 5    |
| 03. | Igor Novaković  | HNK Rijeka                | 5    |
| 03. | Mario Rac       | NK Ogulin                 | 5    |
| 03. | Željko Sablić   | NK Vinogradar Lokošin Dol | 5    |